# Bunheads

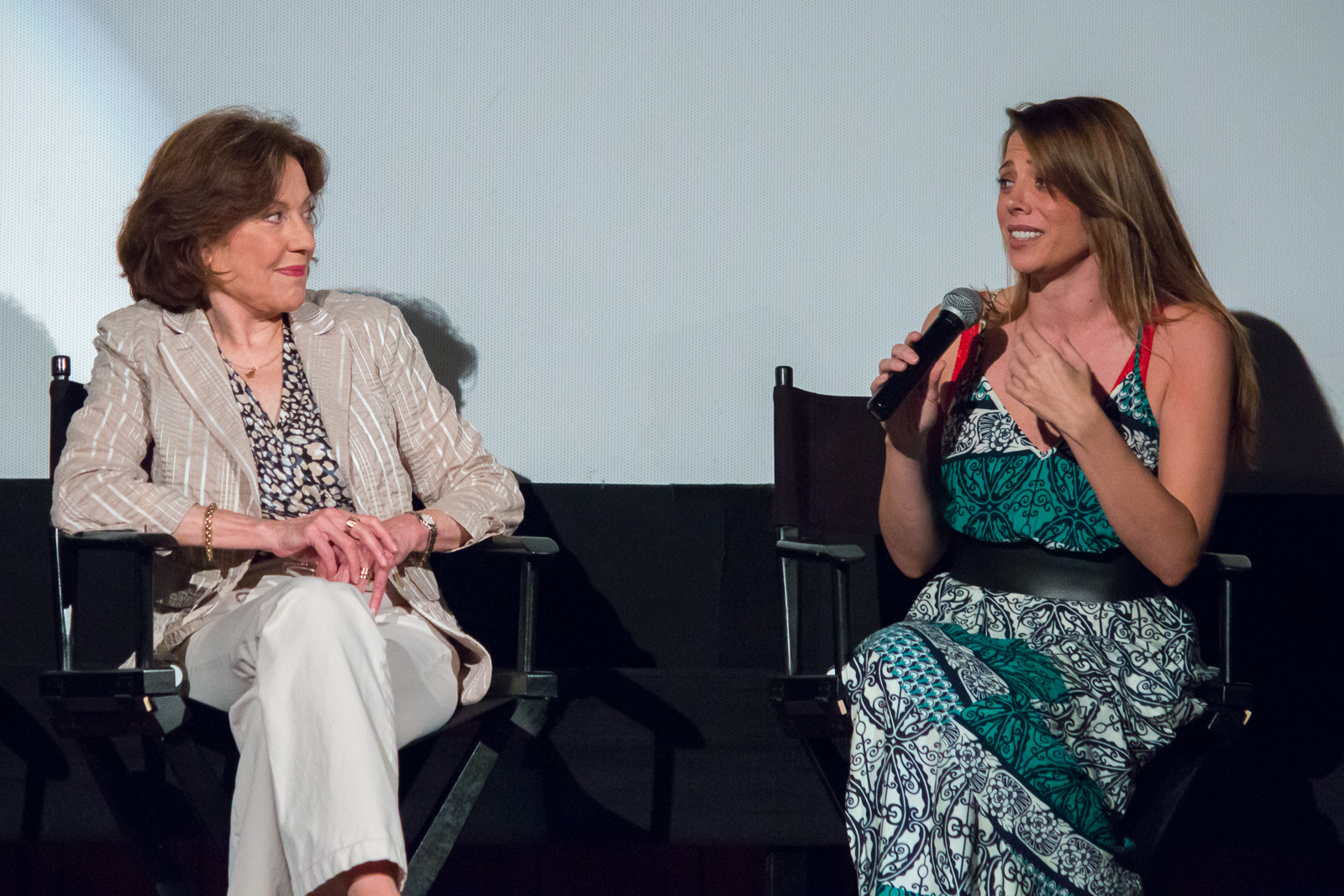
Reunión de Kelly Bishop y Stacey Oristano en el 2015 para hablar sobre la serie y su experiencia en la misma.

Bunheads es una serie de comedia-dramática de televisión estadounidense creada por Amy Sherman-Palladino y Lamar Damon, protagonizada por Sutton Foster. La serie se estrenó en ABC Family el 11 de junio de 2012 y se centra en la vida de una showgirl de Las Vegas que en un arrebatose casa y acaba enseñando junto con su suegra en la escuela de ballet que esta tiene en Paraíso, una pequeña ciudad dormitorio de la costa californiana. El título de la serie es un término de argot para las bailarinas o los bailarines que se recogen el pelo en un moño mientras bailan. El término "Bunhead" también se refiere a una bailarina o estudiante de ballet que pasa la mayor parte de su tiempo bailando o pensando en la danza, por lo que siempre lleva el cabello recogido en el clásico peinado "Bunhead".
La serie fue cancelada por ABC Family.

## Argumento
Bunheads es la historia de Michelle Simms, una bailarina que estudió en el prestigioso A.B.T. y terminó como una showgirl de Las Vegas. Al ver su vida y su carrera en un callejón sin salida, acepta impulsivamentela oferta de matrimonio de su persistente admirador, Hubbell Flowers (interpretado por Alan Ruck), y se traslada a su soñoliento pueblo costero. Una vez allí, Hubbell muere en un accidente de auto y Michelle se esfuerza por adaptarse a la vida en un pueblo pequeño y a la enseñanza junto a su suegra, Fanny, en su escuela de ballet: Academia de Baile Paraíso.

## Reparto[3]

### Reparto principal
- Sutton Foster es Michelle Simms.
- Kelly Bishop es Fanny Flowers.
- Kaitlyn Jenkins es Bettina "Boo" Jordan.
- Julia Goldani Telles es Sasha Torres.
- Bailey De Young es Ginny Thompson.
- Emma Dumont es Melanie Segal.[4]

### Periódico
- Stacey Oristano es Truly Stone.
- Gregg Henry es Rico.
- Dendrie Taylor es Nina.
- Rose Abdoo es Sam.
- Ellen Greene es la amiga de Fanny.
- Matisse Love es Matisse.
- Casey J Adler es Carl Cramer.
- Zak Henri es Charlie Segal.
- Richard Gant es Michael.
- Lyrica Woodruff es "The Ringer".
- Alan Ruck es Hubbell Flowers.

## Episodios
1. Pilot
2. For Fanny
3. Inherit the Wind
4. Better Luck Next Year
5. Money for Nothing
6. Movie Truck
7. What's Your Damage, Heather?
8. Blank Up, It’s Time
9. No One Takes Khaleesi's Dragons
10. A Nutcracker in Paradise
11. You Wanna See Something?
12. Channing Tatum Is a Fine Actor
13. I'll Be Your Meyer Lansky
14. The Astronaut and the Ballerina
15. Take the Vicuna
16. There's Nothing Worse Than A Pantsuit
17. It's Not A Mint
18. Next!